# Podgraf
Podgraf, pojam iz teorije grafova.
Graf je u gruboj definiciji skup objekata: vrhova, točaka ili čvorova koje povezuju bridovi odnosno crte (linije). Brid spaja dva čvora i to je odnos koji definira graf. Ako vrhove povezuje brid, grafove se prikazuje crtanjem točaka za svaki vrh i povlačenjem luka između dvaju vrhova.
Da bi graf G', koji ima skup vrhova V(G') i skup bridova E(G') bio podgraf grafa G,
grafa G koji ima skup vrhova V(G) i skupom bridova E(G),
ako je V(G') podskup od V(G) i E(G′) podskup od E(G).
Ako podgraf G' ima isti skup vrhova kao i graf G', 
tad je G' je razapinjući podgraf grafa G.